# Сергіїва (Брянська область)
Сергіїва (рос. Сергеева) — присілок у Брасовському районі Брянської області Росії. Входить до складу муніципального утворення Веребське сільське поселення.
Розташований за 3 км на південь від села Веребськ.

## Історія
Згадується з XVII століття в складі Глодневського стану Комарицької волості. До 1778 року в Севському повіті, в 1778—1782 рр. в Луганському повіті. У XIX столітті — володіння Кушелєва-Безбородька. Належав до парафії села Глодневе, пізніше Веребська.
З 1782 по 1928 рр. — в Дмитрівському повіті Орловської губернії (з 1861 — у складі Веребської волості; з 1923 в складі Глодневської волості). З 1929 року — в складі Брасовського району.